# Tarves
Tarves är en ort i Storbritannien.   Den ligger i kommunen Aberdeenshire och riksdelen Skottland, i den norra delen av landet, 700 km norr om huvudstaden London. Tarves ligger 89 meter över havet och antalet invånare är 978.
Terrängen runt Tarves är platt. Runt Tarves är det ganska tätbefolkat, med 62 invånare per kvadratkilometer. Närmaste större samhälle är Ellon, 8,9 km öster om Tarves. Trakten runt Tarves består till största delen av jordbruksmark.